# 埃諾·路德維希 (東菲士蘭)
埃諾·路德維希（Enno Ludwig von Ostfriesland，1632年10月29日—1660年4月4日），東菲士蘭伯爵，1654年獲提升為親王。哲克斯納家族的成員。